# 卡帕布蘭卡任意制象棋
卡帕布蘭卡任意制象棋（Capablanca random chess），簡稱為CRC，是2004年由德國電腦工程師Reinhard Scharnagl參考菲舍尔任意制象棋將卡帕布蘭卡象棋初始佈置隨機化的國際象棋變體。

## 規則
棋子的兵種、著法跟卡帕布蘭卡象棋規則相同。

### 初始排列
棋子的初始排列順序隨機產生，但必須遵循下列原則：
- 黑白雙方的棋子必須呈對稱排列。
- 各方的兩枚主教不可在同色格，彼此也不可在彼此的鄰格。
- 大主教和皇后不可在同色格。
- 各方的兩枚城堡必須位於國王的兩側。
- 所有的卒在初始時被保護。

因大主教、皇后不可在同色格，因此不包括卡帕布蘭卡象棋的正統排列方式，又去除專利，棋盤初始排列一共有12118種。

### 王車易位
任何一種排列都可進行王車易位，條件如同正統規則。

## 對外連結
- 電腦版遊戲下載